# Open Nederlandse kampioenschappen kortebaanzwemmen 2013
De Open Nederlandse kampioenschappen kortebaanzwemmen 2013 werden gehouden van 1 tot en met 3 november 2013 in de Sportboulevard in de stad Dordrecht, in de Nederlandse provincie Zuid-Holland. Het toernooi deed tevens dienst als kwalificatiewedstrijd voor de Europese kampioenschappen kortebaanzwemmen 2013 in Herning.

## Wedstrijdschema
Hieronder het geplande tijdschema van de wedstrijd, alle aangegeven tijdstippen zijn Midden-Europese Tijd.
| Vrijdag 01/11 | Zaterdag 02/11 | Zondag 03/11 |
| --- | --- | --- |
| Series - vanaf 9:00 uur | | |
| 400 m vrij mannen 400 m vrij vrouwen 200 m rug mannen 200 m rug vrouwen 100 m school mannen 100 m school vrouwen 200 m vlinder mannen 200 m vlinder vrouwen 50 m vrij mannen 50 m vrij vrouwen 200 m wissel mannen 200 m wissel vrouwen 4×200 m vrij mannen 4×100 m vrij vrouwen | 100 m vlinder vrouwen 100 m vlinder mannen 200 m school vrouwen 200 m school mannen 50 m rug vrouwen 50 m rug mannen 400 m wissel mannen 200 m vrij vrouwen 200 m vrij mannen 800 m vrij vrouwen 4×100 m wissel vrouwen 4×100 m vrije mannen | 100 m vrij mannen 100 m vrij vrouwen 100 m rug mannen 100 m rug vrouwen 50 m school mannen 50 m school vrouwen 400 m wissel vrouwen 50 m vlinder mannen 50 m vlinder vrouwen 1500 m vrij mannen 4×100 m wissel mannen 4×200 m vrij vrouwen |
| Finales - vanaf 16:30 uur | | |
| 400 m vrij mannen 400 m vrij vrouwen 200 m rug mannen 200 m rug vrouwen 100 m school mannen 100 m school vrouwen 200 m vlinder mannen 200 m vlinder vrouwen 50 m vrij mannen 50 m vrij vrouwen 200 m wissel mannen 200 m wissel vrouwen 4×200 m vrij mannen 4×100 m vrij vrouwen | 100 m vlinder vrouwen 100 m vlinder mannen 200 m school vrouwen 200 m school mannen 50 m rug vrouwen 50 m rug mannen 400 m wissel mannen 200 m vrij vrouwen 200 m vrij mannen 800 m vrij vrouwen 4×100 m wissel vrouwen 4×100 m vrije mannen | 100 m vrij mannen 100 m vrij vrouwen 100 m rug mannen 100 m rug vrouwen 50 m school mannen 50 m school vrouwen 400 m wissel vrouwen 50 m vlinder mannen 50 m vlinder vrouwen 1500 m vrij mannen 4×100 m wissel mannen 4×200 m vrij vrouwen |

## Medailles
Legenda
- WR = Wereldrecord
- ER = Europees record
- NR = Nederlands record

### Mannen
| Onderdeel            | Goud                                                                | Goud       | Zilver                                                                             | Zilver   | Brons                                                                    | Brons    |
| -------------------- | ------------------------------------------------------------------- | ---------- | ---------------------------------------------------------------------------------- | -------- | ------------------------------------------------------------------------ | -------- |
| Vrije slag           |                                                                     |            |                                                                                    |          |                                                                          |          |
| 50 m                 | Jasper van Mierlo KNZB                                              | 22,03      | Jeroen Baars MNC Dordrecht                                                         | 22,33    | Jesse Puts Zwemlust-Den Hommel                                           | 22,40    |
| 100 m                | Mike Marissen KNZB                                                  | 48,44      | Dion Dreesens KNZB                                                                 | 48,88    | Ruben Klinkers PSV                                                       | 48,93    |
| 200 m                | Dion Dreesens KNZB                                                  | 01.45,12   | Ferry Weertman KNZB                                                                | 01.46,75 | Ruben Klinkers PSV                                                       | 01.48,47 |
| 400 m                | Ferry Weertman KNZB                                                 | 3.44,87 CR | Dion Dreesens KNZB                                                                 | 03.46,24 | Maarten Brzoskowski KNZB                                                 | 03.51,15 |
| 1500 m               | Ferry Weertman KNZB                                                 | 15.01,92   | Maarten Brzoskowski KNZB                                                           | 15.13,39 | Marcel Schouten KNZB                                                     | 15.30,86 |
| Rugslag              |                                                                     |            |                                                                                    |          |                                                                          |          |
| 50 m                 | Jesse Puts Zwemlust-Den Hommel                                      | 24,75      | Jurjen Willemsen AZ&PC                                                             | 24,90    | Laurent Bams KNZB                                                        | 25,20    |
| 100 m                | Bastiaan Lijesen KNZB                                               | 53,32      | Jurjen Willemsen AZ&PC                                                             | 53,70    | Laurent Bams KNZB                                                        | 54,58    |
| 200 m                | Jurjen Willemsen AZ&PC                                              | 01.57,35   | Ensger Kotterink Albion                                                            | 01.58,61 | Marco Uppelschoten De Houtrib                                            | 02.01,32 |
| Schoolslag           |                                                                     |            |                                                                                    |          |                                                                          |          |
| 50 m                 | Timon Evenhuis De Dolfijn                                           | 27,22      | Bram Dekker PSV                                                                    | 27,24    | Jordan Kraaijenhof AZ&PC                                                 | 28,09    |
| 100 m                | Bram Dekker PSV                                                     | 58,54 CR   | Jordan Kraaijenhof AZ&PC                                                           | 01.01,15 | Timon Evenhuis De Dolfijn                                                | 01.01,39 |
| 200 m                | Lucas Greven KNZB                                                   | 02.10,90   | Jordan Kraaijenhof AZ&PC                                                           | 02.13,76 | Joep van Grunsven KNZB                                                   | 02.17,60 |
| Vlinderslag          |                                                                     |            |                                                                                    |          |                                                                          |          |
| 50 m                 | Mike Marissen KNZB                                                  | 23,57      | Jesse Puts Zwemlust-Den Hommel                                                     | 24,09    | Jeroen Baars MNC Dordrecht                                               | 24,30    |
| 100 m                | Mike Marissen KNZB                                                  | 51,83      | Jens Bakker De Dolfijn                                                             | 53,93    | Jeroen Baars MNC Dordrecht                                               | 54,15    |
| 200 m                | Fabian Beimin AZ&PC                                                 | 01.59,63   | Maarten Brzoskowski KNZB                                                           | 02.04,60 | Jeroen Lorius ZPC Hoogeveen                                              | 02.06,27 |
| Wisselslag           |                                                                     |            |                                                                                    |          |                                                                          |          |
| 200 m                | Mike Marissen KNZB                                                  | 01.57,34   | Sébas van Lith KNZB                                                                | 01.58,01 | Lucas Greven KNZB                                                        | 02.00,65 |
| 400 m                | Sébas van Lith KNZB                                                 | 04.14,60   | Arjan Knipping PSV                                                                 | 04.26,69 | Rowan Keen ZC Borger                                                     | 04.28,22 |
| Vrije slag estafette |                                                                     |            |                                                                                    |          |                                                                          |          |
| 4×100 m              | PSV 1 Lucas Greven Ruben Klinkers Steven Nonnekes Dion Dreesens     | 03.16,02   | MNC Dordrecht 1 Nick van Ingen Jeroen Baars Melvin van de Meij Arjan van der Plaat | 03.19,76 | De Dolfijn 1 Ties Elzerman Ruben Dekker Oliver Brache Timon Evenhuis     | 03.20,79 |
| 4×200 m              | PSV 1 Lucas Greven Maarten Brzoskowski Ferry Weertman Dion Dreesens | 07.11,77   | PSV 2 Marcel Schouten Yoran Klos Guus van Stiphout Stan Pijnenburg                 | 07.26,65 | AZ&PC 1 Jordan Kraaijenhof Fabian Beimin Ben Schwietert Jurjen Willemsen | 07.27,33 |
| Wisselslagestafette  |                                                                     |            |                                                                                    |          |                                                                          |          |
| 4×100 m              | PSV 1 Bastiaan Lijesen Bram Dekker Ferry Weertman Dion Dreesens     | 03.37,95   | AZ&PC 1 Jurjen Willemsen Jordan Kraaijenhof Fabian Beimin Kingue Struijf           | 03.39,35 | PSV 2 Bjorn Scherbeijn Lucas Greven Ruben Klinkers Steven Nonnekes       | 03.44,88 |

### Vrouwen
| Onderdeel            | Goud                                                                               | Goud    | Zilver                                                                 | Zilver  | Brons                                                                       | Brons   |
| -------------------- | ---------------------------------------------------------------------------------- | ------- | ---------------------------------------------------------------------- | ------- | --------------------------------------------------------------------------- | ------- |
| Vrije slag           |                                                                                    |         |                                                                        |         |                                                                             |         |
| 50 m                 | Maud van der Meer KNZB                                                             | 24,71   | Tamara van Vliet KNZB                                                  | 24,98   | Clarissa van Rheenen PSV                                                    | 25,08   |
| 100 m                | Maud van der Meer KNZB                                                             | 53,08   | Saskia de Jonge KNZB                                                   | 54,18   | Rieneke Terink PSV                                                          | 54,40   |
| 200 m                | Rieneke Terink PSV                                                                 | 1.55,69 | Maud van der Meer KNZB                                                 | 1.57,39 | Saskia de Jonge KNZB                                                        | 1.57,57 |
| 400 m                | Esmee Vermeulen KNZB                                                               | 4.12,60 | Manon Friskes DWK                                                      | 4.15,69 | Marion van den Berg DWK                                                     | 4.15,76 |
| 800 m                | Esmee Vermeulen KNZB                                                               | 8.42,61 | Manon Friskes DWK                                                      | 8.47,83 | Marion van den Berg DWK                                                     | 8.48,50 |
| Rugslag              |                                                                                    |         |                                                                        |         |                                                                             |         |
| 50 m                 | Maaike de Waard KNZB                                                               | 27,25   | Esmee Bos KNZB                                                         | 28,45   | Annemarie Worst KNZB                                                        | 29,03   |
| 100 m                | Maaike de Waard KNZB                                                               | 59,34   | Annemarie Worst KNZB                                                   | 1.01,48 | Esmee Bos KNZB                                                              | 1.02,23 |
| 200 m                | Annemarie Worst KNZB                                                               | 2.11,58 | Robin Neumann KNZB                                                     | 2.13,44 | Sterre Mooiweer ZPC De Hof                                                  | 2.16,52 |
| Schoolslag           |                                                                                    |         |                                                                        |         |                                                                             |         |
| 50 m                 | Moniek Nijhuis KNZB                                                                | 30,32   | Anouk Elzerman De Dolfijn                                              | 30,97   | Rafaëlla van Nee KNZB                                                       | 32,58   |
| 100 m                | Moniek Nijhuis KNZB                                                                | 1.05,83 | Anouk Elzerman De Dolfijn                                              | 1.06,55 | Kristel Doreleijers PSV                                                     | 1.11,76 |
| 200 m                | Moniek Nijhuis KNZB                                                                | 2.25,01 | Kristel Doreleijers PSV                                                | 2.32,84 | Carmen van de Rijt KNZB                                                     | 2.34,82 |
| Vlinderslag          |                                                                                    |         |                                                                        |         |                                                                             |         |
| 50 m                 | Elinore de Jong De Otters het Gooi                                                 | 26,60   | Kim Busch KNZB                                                         | 26,97   | Parand Zarekiani De Dolfijn                                                 | 27,60   |
| 100 m                | Elinore de Jong De Otters het Gooi                                                 | 58,47   | Wendy van der Zanden KNZB                                              | 1.00,15 | Parand Zarekiani De Dolfijn                                                 | 1.01,46 |
| 200 m                | Merle Verkijk HGN (SG)                                                             | 2.16,77 | Chantal Nap HZ&PC Heerenveen                                           | 2.20,03 | Lisanne van Avezaath TriVia                                                 | 2.22,82 |
| Wisselslag           |                                                                                    |         |                                                                        |         |                                                                             |         |
| 200 m                | Wendy van der Zanden KNZB                                                          | 2.10,22 | Lona Kroese De Dolfijn                                                 | 2.14,78 | Marjolein Delno KNZB                                                        | 2.14,79 |
| 400 m                | Wendy van der Zanden KNZB                                                          | 4.37,19 | Rieneke Terink PSV                                                     | 4.42,79 | Marjolein Delno KNZB                                                        | 4.48,42 |
| Vrije slag estafette |                                                                                    |         |                                                                        |         |                                                                             |         |
| 4×100 m              | PSV 1 Clarissa van Rheenen Wendy van der Zanden Rieneke Terink Maud van der Meer   | 3.40,34 | PSV 2 Amy de Langen Manon Minneboo Nelly Velthuijs Denise van Ark      | 3.45,71 | ZV Orca Ilse Kraaijeveld Cynthia Verkaik Kinge Zandringa Claris de Vries    | 3.51,56 |
| 4×200 m              | PSV 1 Denise van Ark Marjolein Delno Clarissa van Rheenen Rieneke Terink           | 7.59,92 | PSV 2 Nelly Velthuijs Manon Minneboo Carmen van de Rijt Amy de Langen  | 8.16,31 | ZV Orca Ilse Kraaijeveld Cynthia Verkaik Annemarie Worst Evelien van Ruiten | 8.19,30 |
| Wisselslagestafette  |                                                                                    |         |                                                                        |         |                                                                             |         |
| 4×100 m              | PSV 1 Wendy van der Zanden Kristel Doreleijers Rieneke Terink Clarissa van Rheenen | 4.03,60 | De Dolfijn 1 Robin Neumann Anouk Elzerman Parand Zarekiani Lona Kroese | 4.05,31 | ZV Orca Annemarie Worst Cynthia Verkaik Kinge Zandringa Ilse Kraaijeveld    | 4.10,43 |